# Colley
 (août 2022).
Motif : L'article mélange différentes races de colleys en l'axant sur le Rough Collie (voir interwikis). L'article Colley (race de chien) (voir interwikis), nouvellement créé permet de « recycler » cet article en l'organisant.
Pour les articles homonymes, voir Colley (homonymie).
Pour un article plus général, voir Colley (race de chien).
Le colley à poil long (nomenclature FCI : 1/1/156), ou berger écossais, généralement désigné sous le simple nom de « colley », est une variété de race de chien de berger Colley. Son image a été popularisée par la célèbre chienne de fiction Lassie, à la robe zibeline ; cependant, le colley tricolore est le plus répandu et le colley bleu-merle compte également bon nombre d'adeptes.
Le colley à poil court (nomenclature FCI : 1/1/296) diffère du colley à poil long par son standard bien distinct. Le colley nain, malgré sa ressemblance, est une race distincte et non un « colley miniature » : il s'agit d'un berger des Shetlands (nomenclature FCI : 1/1/88).

## Histoire
D'origine britannique, cette race est fixée en Écosse vers la fin du XIXe siècle. Au départ, la race était très proche du border collie. 
Le Dictionnaire géographique universel (édition de 1826) décrit le colley (page 545) comme étant le « vrai chien de berger ».  C'est la reine Victoria qui fit sortir de l'anonymat, en 1860, ce chien pour lequel elle avait une véritable passion. C'est sous son règne, en 1881, que le Comité du Collie Club (le premier club de colley à être créé) établit le premier standard de race « Breed Standard » pour les colleys à poil long (Rough Collie) et pour les colleys à poil court (Smooth Collie). Les races étaient nées.
Le colley avait à l'origine un poil plus court et beaucoup plus rêche. Il serait le résultat du croisement entre un barzoï (lévrier russe), d'où sa finesse et son allure — la ressemblance est frappante chez le colley à poils courts —, et un setter irlandais.
En France, le premier colley enregistré au Livre des origines françaises le fut le 25 avril 1889. Il s'agissait d'un chien importé d'Irlande. Le Collie Club français,est fondé en 1909.
Le standard (critères avec lequel on évalue une race lors d'une exposition) du colley américain est bien différent de l'européen, il est plus grand et pèse plus lourd, le stop est moins marqué, mais il est beaucoup plus robuste. Il y a aussi plus de robes que le colley européen, comme le corps entièrement blanc avec la tête zibeline.

### Description
Les caractères de la tête sont d'une grande importance et doivent être considérés par rapport à la taille du chien. Vue de face ou vue de profil, la tête a la forme d'un coin bien dessiné, nettement tronqué, au contour lisse. Le crâne est plat. Les côtés de la tête vont en diminuant graduellement et sans heurt des oreilles à l'extrémité de la truffe noire, sans saillie des zygomatiques et sans museau pincé.
Les yeux sont de dimensions moyennes, disposés quelque peu obliquement. Ils sont en forme d'amande et de couleur brun foncé, sauf chez les bleus merle dont les yeux (un œil ou les deux yeux ou une partie d'un ou des deux yeux) sont fréquemment bleus ou tachés de bleu.
Le fouet est long et les vertèbres caudales atteignent au moins l'articulation du jarret. Il est porté bas quand le chien est calme, mais l'extrémité se relève légèrement en courbe. Quand le chien est en action, le fouet peut être porté gaiement mais jamais sur le dos.

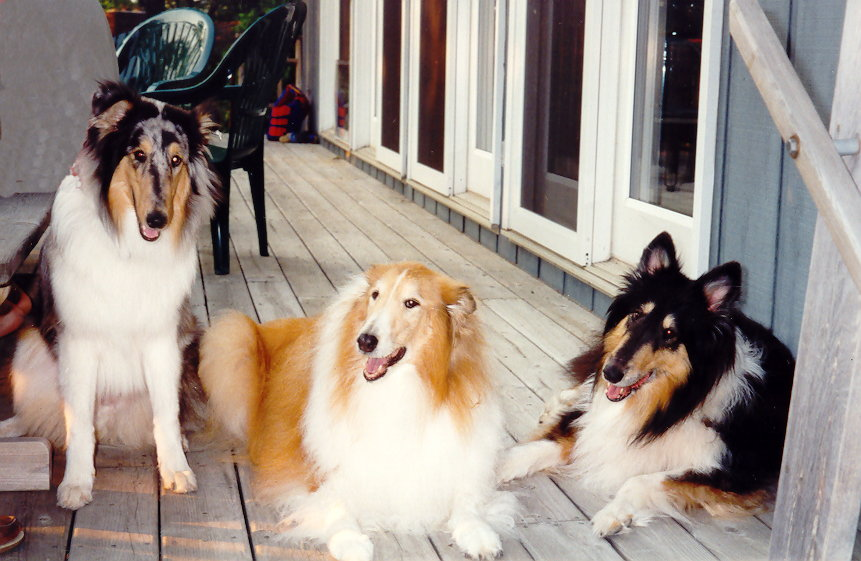
Les différentes robes reconnues en Europe,
de gauche à droite :
bleu-merle, sable et tricolore.

Son pelage peut présenter trois colorations différentes : 
- zibeline ou sable : la plus classique (à l'image de la célèbre Lassie) : fauve avec marques blanches sur le collier et les extrémités (pattes, queue) ;
- tricolore : majoritairement noir avec marques fauve (les « feux »), collier et extrémités blancs ;
- bleu-merle : semblable au tricolore mais le noir de la robe est remplacée par une couleur gris-bleu parsemée d'éclaboussures noires. Le colley bleu merle peut avoir les yeux vairons ;
- blanc[5] : le poil est blanc immaculé mais le colley blanc n'est pas un animal albinos (sa truffe et ses yeux sont bruns). Cette robe n'est pas reconnue en Europe — ce n'est pas le cas aux États-Unis, où toutes les couleurs sont autorisées —, mais il y a beaucoup d'adeptes.

L’espérance de vie est environ 12-13 ans, mais il est déjà arrivé que des individus vivent jusqu'à 17 ans.

## Caractère
C'est un chien intelligent, doux, affectueux, patient et protecteur envers les enfants, extrêmement attaché à ses maîtres, ce qui en fait un très bon compagnon. Son éducation demande fermeté mais douceur, car il ne supporte ni l'injustice ni la brutalité. Il est assez méfiant vis-à-vis des étrangers et c'est également un bon gardien. Ce chien est très actif, il aime courir et a d'excellentes aptitudes à la pratique de l'agility.

## Reproduction
Contrairement à la majorité des races de chien, la femelle n'a généralement ses chaleurs qu'une fois par an.
La transmission de la couleur est régie par les lois de la génétique. Un chien porte dans ses chromosomes 10 paires de gènes codant la couleur. Chez le colley, les principaux loci (emplacements du gène sur le chromosome) sont le locus A, pouvant se décliner en allèle Ay (zibeline, dominant) ou at (tricolore, récessif) et le locus M, pouvant se décliner en allèle M (merle) ou m (non merle). Ce qui fait que, par exemple, deux parents zibeline, ou deux parents bleu merle, peuvent avoir des chiots tricolores,. La couleur blanche, très prisée aux États-Unis, peut être obtenue de deux façons : au génotype récessif et semi-létal est opposé, par les américains notamment, un colley blanc parfaitement sain dont la couleur de robe est déterminée par l'allèle sw du locus S.
Le colley est souvent sensible à certains médicaments telle l'ivermectine ou le lopéramide à cause d'une mutation du gène MDR1.